# María Clementina Esteban Martínez
María Clementina Esteban Martínez (Huasteca Potosina, San Luis Potosí, 1951) es una etnolingüista, académica, investigadora, traductora e intérprete tének. En el 2020 recibió el reconocimiento Potosina del año en el ámbito profesional, otorgado por el Instituto de las Mujeres del Estado de San Luis Potosí, en el marco del Día Internacional de la Mujer. En 2002 representó a la asociación civil Escritores en Lenguas Indígenas (ELIAC) en la Expo Hannover Alemania.

## Trayectoria
María Clementina egresó como licenciada en Educación Primaria del Centro de Capacitación y Mejoramiento Profesional del Magisterio y posteriormente estudió la licenciatura en Etnolingüística en el Centro de Investigaciones y Estudios Superiores en Antropología Social.
Es profesora de educación indígena a nivel primaria en San Luis Potosí. Además, es una de las primeras locutoras y guionistas en lengua tének que habla sobre cultura, lengua y tradiciones. En el ámbito literario, ha colaborado en la elaboración de un diccionario tének-castellano y en la divulgación de relatos huastecos.

## Obra
- Vv  Aa. Mi pueblo durante la Revolución, México: Instituto Nacional de Antropología e Historia CONACULTA, 1985.
- Vv Aa. Relatos huastecos, An t'ilabti tenek, México: Consejo Nacional para la Cultura y las Artes / Dirección General de Culturas Populares (CONACULTA), 1994.
- Traducción. Pombo, R. La pobre viejecita, An tsakam uxkwe´láb; El renacuajo paseador, An belelma´ t´imk´wa´, México: Consejo Nacional para la Cultura y las Artes / Fondo Nacional para la Cultura y las Artes / Ediciones del Rey Momo, 2001
- Compilación. Fernández Acosta, N. Cuentos y leyendas en lengua tének, In tének tilábilchick i mám, México: Consejo Nacional para la Cultura y las Artes / Dirección General de Culturas Populares (CONACULTA) (Letras Indígenas Contemporáneas), 1997.[4][6]